# ماي تشنغ
ماي تشنغ (بالصينية: 程征) (بالنرويجية البوكمول: Mai Cheng)‏ هي فنانة تشكيلية صينية ونرويجية، ولدت في 1955 في بكين في الصين، وهي تنتمي إلى أول جيل درس في الأكاديمية المركزية للفنون الجميلة بالصين. 